# Керівник з розвитку бізнесу
Керівник з розвитку бізнесу (англ. chief business development officer; CBDO) — це посада в компанії, створена поряд з іншими керівниками, які підпорядковуються генеральному директору та головному операційному директору. Назва використовується для визначення високопоставленої посади поряд із генеральним директором. Очікується, що CBDO матиме широкі та всебічні знання з усіх питань, пов'язаних з діяльністю організації, з метою виявлення нових ринків та стимулювання зростання бізнесу та вимог до розробки продуктів, які будуть узгоджені з функціями R&D.
Обов'язки можуть включати:
- Розробка планів розвитку бізнесу, проектування та впровадження процесів для підтримки зростання бізнесу через визначення клієнтів і ринку.
- Сприяє зростанню бізнесу, працюючи разом з клієнтами, а також діловими партнерами (постачальниками, субпідрядниками, партнерами по спільним підприємствам, постачальниками технологій тощо).
- Встановлює та підтримує контакти високого рівня з поточними та потенційними клієнтами та іншими діловими та проектними партнерами.
- Веде потенційних клієнтів до присудження тендеру (включаючи визначення нових клієнтів і ринків, розробку підходів до ринку, визначення потенційних клієнтів, підготовку пропозицій тощо).
- Розробляє маркетингову стратегію, керує групами пропозицій і менеджерами по роботі з клієнтами.